# Праксиноскоп
Праксиноско́п (греч. πράξιν— «действие» и σκοπέω — «смотрю») — оптический прибор для демонстрации движущихся рисунков, запатентованный Эмилем Рейно (фр. Emile Reynaud) 30 августа 1877 года. Созданный на основе зоотропа и фенакистископа, праксиноскоп стал ещё одной докинематографической технологией.

## Принцип действия
Прибор состоит из открытого цилиндра с высотой стенок около 10 сантиметров. На внутренней стороне цилиндра размещена полоса с 8 или 12 миниатюрами. В центре цилиндра размещена многогранная зеркальная призма, число граней которой соответствует числу миниатюр. Внутренний радиус призмы составляет половину радиуса цилиндра. При этом каждая миниатюра отражается в соответствующей грани призмы таким образом, что отклонение грани при вращении компенсирует смещение изображения, обеспечивая его неподвижность между сменами. За счёт такой оптической компенсации при вращении цилиндра возникает анимационный эффект плавного движения.
Специальный деревянный кожух со смотровым окном и декоративной панелью с изображёнными на ней театральными кулисами усиливает эффект и носит название «оптический театр».

## Использование праксиноскопа в фильмах
- В фильме «Оз: Великий и Ужасный» в качестве средства передачи изображения в пространство использован праксиноскоп с целью напугать Теодору (Мила Кунис) и Эванору (Рэйчел Вайс) тем, что Оскар (Джеймс Франко) ещё жив и не присутствовал в сбитом Злой Ведьмой воздушном шаре.